# Месия (поема)
„Месия“ (на немски: Der Messias) е епическа поема на немския поет Фридрих Готлиб Клопщок, публикувана в няколко части между 1748 и 1773 година.
Вдъхновена от „Илиада“ на Омир, която надхвърля със своя обем от почти 20 хиляди стиха, и повлияна също от „Изгубеният рай“ на Джон Милтън, поемата разглежда последните дни от живота на Иисус Христос с основна тема изкуплението. Година след публикуването на първите три песни на поемата, тя получава широка известност, следващите издания са очаквани като значимо литературно събитие и много съвременници, особено в религиозните среди, я смятат за един от най-значимите епоси в световната литература.